# 桂小春団治
桂 小春団治（かつら こはるだんじ）は、上方落語の名跡。本来の表記は「小春團治」である。当代は3代目。
- 先代桂小春団治 - 後∶桂松團治
- 初代桂小春団治 - 本項を参照
- 2代目桂小春団治 - 後∶2代目露の五郎兵衛
- 3代目桂小春団治 - 当該項目で記述

初代 桂小春団治（1904年10月20日 - 1974年8月15日）は、後に舞踊家として花柳芳兵衛を名乗る。本名: 林龍男。享年69。

## 経歴
1904年10月20日、大阪市西区九条に生まれる（出生届は1908年2月20日に出された）。
父は初代橘ノ円門下の立花家円丸（後の桂団丸）で、非常に艶福家であった。母に関しては、生まれてすぐに家を出て行ったため、詳しいことは知らされなかった。名前すら記憶にないという。また育ての親も度々変わった。1903年3月生まれの母不明の兄がいたが、幼くして亡くなっている。1906年、父の内縁の妻で、松島遊郭の引き子（客引き）であった田中タツが育ての親になり、タツの戸籍に入り、田中龍男に本名が変わる。龍男という名前は、生まれ付き未熟児だったために、龍のように天高く大きく育ってほしいという意味で名付けられた。
生まれて間もない頃から楽屋に乳母もらいで出入りするようになり、1909年、父の門下となり、子役の色物として立花家小円丸を名乗り、互楽派の松島文芸館で小噺を語って初高座。1911年、本田尋常小学校（現在の大阪市立本田小学校）分校に入学。1912年、2年のときに分校から本校に転校。5月、寿々女会結成に際し父とともに移籍し、翌年に4代目笑福亭松鶴門下となり、笑福亭児鶴を名乗る。8月、学校の休みの間、神戸新開地の栄館や淡路洲本の弁天座などに出演、遠くは中国にも渡った。同年末、再び立花家小円丸で復帰するが、1915年3月に父がタツと離縁し、本名が林龍男に戻る。このころ、父は武部光と京都の川端通りで同居しており、新京極の大正座に父とともに出演、所属は京桂派になった。秋には神戸・千代の座に出演。1916年、千代の座で大師匠の初代橘ノ円門下に移り、橘ノ次郎を名乗る。8月、大阪の新桂派に入る。神戸の落語家芝居に出演し、「菅原伝授手習鑑」の「寺子屋」の玄番、「仮名手本忠臣蔵」の「落人」の伴内を演じ、歌舞伎の魅力に目覚める（のちに芝居噺を習得する要因の一つにもなった）。同年末に浪花三友派に入り三遊亭円子門下となり、三遊亭子遊と改名。芝居噺を本格的に学ぼうと、1917年、初代桂文我に芝居噺『本能寺』『綱七』『昆布巻芝居』などを付けてもらい、円子の妹には舞踊を習う。8月、上京して浅草の東京睦会の小屋に一か月出演。1918年、本格的に舞踊の修行を積み、山村流の山村若子（後の2代目山村舞扇斎）に師事し、山村若太津を名乗った。1920年12月、2代目三遊亭円馬の一座（円頂派）に入って北陸地方を巡業。
1921年、父とともに初代桂春団治門下に移り、父は団丸を、自身は小春団治を名乗る。この頃から吉本興業に所属。1922年、名古屋の吉本の小屋・七宝館に出演。帰阪後、正式に春団治の内弟子生活を始める。11月、横浜花月亭に出演。1923年、父・円丸が中風で倒れ、そのまま引退。1926年、若手の落語研究会・勉強会「花月ピクニック」に抜擢される。この頃から新作落語に力を入れ、『円タク』『廃娼論』『爆弾三勇士』や、『道頓堀行進曲』のヒットをきっかけに創作した『夜店行進曲』、第2回国勢調査の宣伝部長に任命された際に大阪市の依頼で創作した『国勢調査』などを発表。芝居噺と新作という二刀流を売り物とし、一躍有望な若手落語家として注目される。
1927年、堀江の井村すみと結婚。3月、新作の代表作で、アメリカの禁酒法をヒントに創作した『禁酒（禁酒運動）』を発表。7月、実子・好良が誕生。1928年、正岡容の紹介で「サンデー毎日」編集長の渡辺均を紹介され、新作落語を執筆、以降定期的に掲載された。4月、妻が死去。5月、横浜の小屋に出演中、実子・好良死去。10月、南地花月で初の独演会を開催。1929年、上京し落語芸術協会の世話になる。1930年4月、ポリドールより『禁酒運動』を初めて録音。5月、山村流の名取となり、山村若太津を名乗る。1932年12月、小春団治ファンであった芸妓・遠藤ルイ子と再婚。
所属していた吉本興業が、落語から漫才に路線を変更したことに反発した小春団治は、1933年10月に吉本を退社し、10月21日に4代目桂米團治らとともに「桃源座」を結成。1934年1月から4月まで、化粧品会社がスポンサーとなって、中国、東海などを巡業するも、「桃源座」は解散。当時の上方演芸界は吉本に支配されていたため、やがて大阪での活動が困難になる。5月、単独で上京、神田立花亭に出演中に何者かに襲撃される。9月、師匠・春団治の病気急変を、春団治の実兄・2代目桂玉團治の手紙で知り、急いで帰阪。10月、師匠・春団治が没し、周囲からは「春団治」の襲名を進められたが、吉本から反対され、逆に「小春団治」の名前を返せと言われ、本名で活動。1935年2月、吉本側との軋轢で大阪に居づらくなり、東京に移住する。
東京では東宝名人会に出演。12月には好事家、文壇、評論家の後援により、芝田村飛行会館で発表会を開く。1936年1月、4代目柳家小さんのもとに身を寄せ、桃源亭さん生を名乗る。やがて、3代目三遊亭金馬の紹介で東宝の専属となり、再び本名で東宝名人会に出演。4月、名古屋のラジオ放送局で『禁酒運動』が初めて放送される。九州巡業を経て10月に帰阪し、山村若太津の名前を返上。11月、吉本と和解して、林芳男を名乗る。1939年3月、4世花柳芳次郎の門下で花柳流に転向、花柳芳兵衛を名乗る。10月、正式に吉本退社、舞踊家に転向後は「落語界とは一切の縁を断つ」と誓約させられた。1940年8月、大阪市内で一門の舞踊の会に出演。1941年に、関西舞踊協会理事に就任。落語界と絶縁した後、戦後にNHK大阪放送局ラジオが、落語家になる前の3代目桂米朝が書いた新作落語『莨（たばこ）道成寺』を正岡容の推薦で放送することになった際、「林龍男」の名義で口演している。
1957年12月、妻が死去。1959年12月、広島にて稽古中に知り合った弟子と再々婚。1960年7月に長男、1969年5月には次男が誕生した。還暦時には舞踊の会を開催。
1960年、川柳作家の岸本水府が、芸道五十年記念として「もちかえた扇どちらも宝もの」の句を贈っている。これは、人気落語家から舞踊家に転向し一家をなした経歴を称賛したものである。
小春団治は、師匠・春団治が最も愛した弟子だったが、上記の経緯により、師の葬儀に参列することさえ許されなかった。春団治の名跡は、実力もあり、吉本せいの覚えもめでたかった初代桂福団治が継ぐことになった。
晩年、NHKに芝居噺を記録保存し、寄席芸（寄席の踊りなど）の伝承に努めると共に、毎日放送「素人名人会」の審査員を務めた。また、讀賣テレビの「YTVサロン」に出演し舞踊を披露、番組後半では3代目桂米朝と対談をおこなった。
大正の末から昭和10年頃までに、得意の新作を中心にSPレコードを残している。また、芝居噺『昆布巻芝居』の録音が現存しており、4代目桂文我はこの録音テープをもとに、途絶えていた同演目にアレンジを加えて演じている。該当の録音テープかどうかは不明だが、1954年に関西学院大学古典芸能研究部の中心メンバーだった嘉納吾郎（のちに演芸評論家）の卒業を機に、NHK大阪放送局のスタジオで『昆布巻芝居』を録音したことが、当時の『朝日新聞』（1954年5月28日）に掲載されている。
妻は2010年8月時点では存命で、当代3代目小春団治とも交流があった。

## 人物
春団治には実子がいなかったために子供のように可愛がられ内弟子を始めた際も自宅の2階の部屋が小春団治用に改装されるほどであった。春團治と京都で遊んでいたとき、師匠から一緒に鴨川に飛び込めと言われた。次の瞬間、春團治から飛び込んだためにやむなく後を追った。岸に上がってずぶ濡れとなった小春團治に師匠から「そんな辛気臭い奴はあかん。ちょっとはわしの真似せえ。ワイワイ騒がれ、新聞に書かれるような飛び離れた事しょっちゅう考えとかな出世でけへん。」と教えられた。
趣味は桃太郎の人形集め。「桃源座」も「桃源亭さん生」もこれに由来。
2代目露の五郎兵衛が2代目小春団治を襲名する際、初代であった花柳芳兵衛に挨拶をした所、「この名前は何かと損する名前やさかい、わたしとあんたで"止め名"にしまひょ」と言われ、面食らったという。事実、2代目も後年所属する吉本興業側から、「小」の字が気に入らない、と改名を促されることになる。それでも1999年、3代目が誕生した。

## 著書
- 『鹿のかげ筆』白川書院、1977年。※花柳芳兵衛として

## 先代小春団治
月亭春松編『落語系圖』によれば、上記の初代小春団治は2代目とされ、それ以前に初代のいたことが記されている。この「初代」は、桂小文字（1895年 - 1926年、享年31）の前名とされるが、結局大成しなかったため、師匠・春団治と同じく、2代目が初代と呼ばれることになったらしい。